# Hundertacht Pagoden

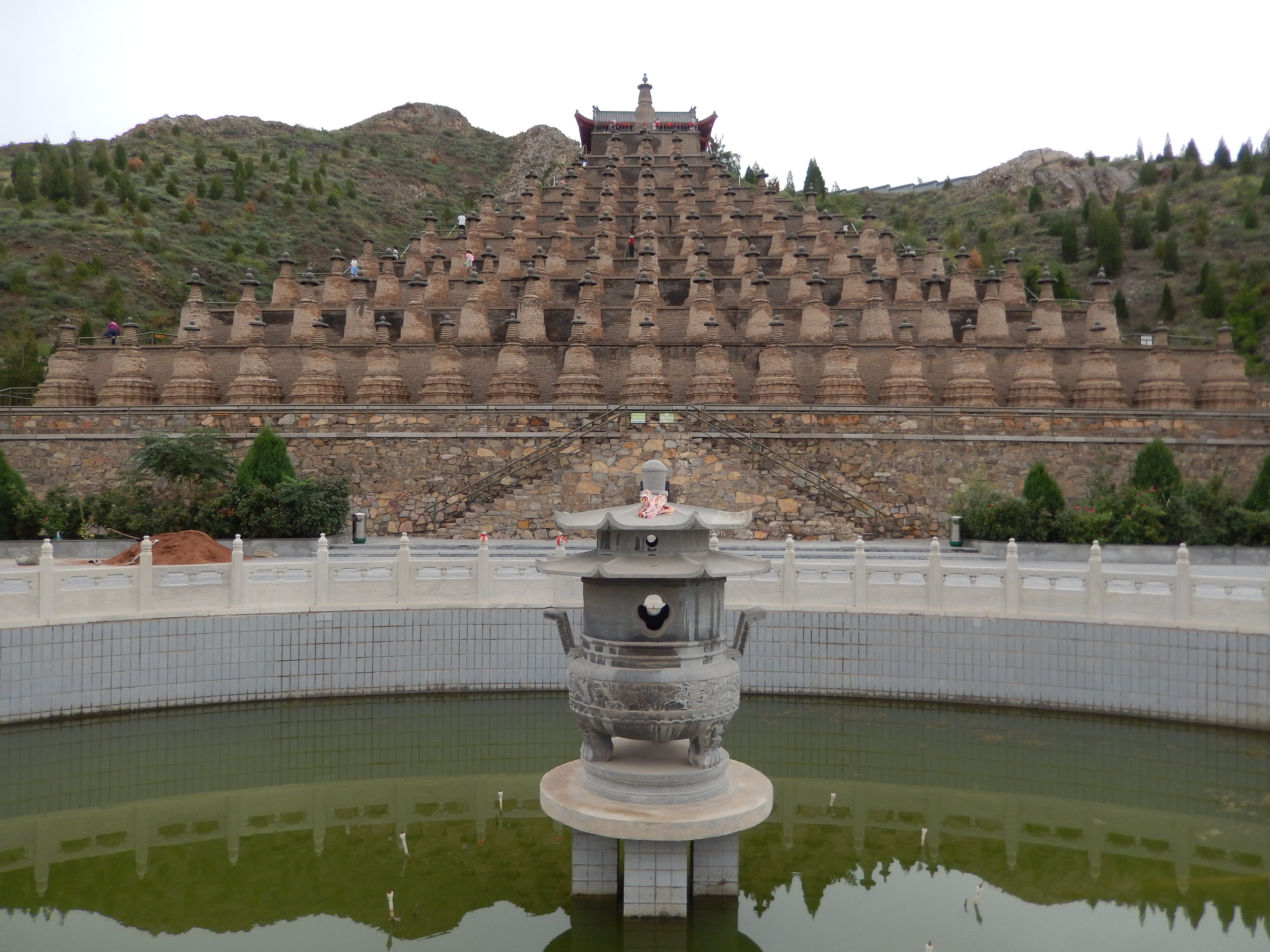
108 Pagoden

Die Hundertacht Pagoden bzw. Hundertacht Dagobas (chinesisch 一百零八塔, Pinyin Yībǎilíngbā tǎ) am Westufer des Gelben Flusses ca. 20 km von Qingtongxia (青铜峡市) entfernt, in Ningxia, China, reihen sich in einem Dreieck an einem Berghang angelehnt in zwölf Reihen von 1, 2×3, 2×5, 7, 9, 11, 13, 15, 17, 19 Stück. Sie stammen aus der Zeit der Yuan-Dynastie.
Eine solche Pagodengruppe ist einzigartig in der chinesischen Architektur. Die Zahl 108 bezieht sich möglicherweise auf die 108 Dharmakörper (Dharmakaya) über die im Vajrashekhara-Sutra (Sutra der Diamantkrone) berichtet wird.
Üblicherweise spricht man von den "108 Arten der weltlichen Leidenschaften". Jede Pagode steht dementsprechend für eine dieser "Arten der weltlichen Leidenschaften".
Die 108 Pagoden stehen seit 1988 auf der Liste der Denkmäler der Volksrepublik China  (3-155).